# 南牛镇
南牛镇，是中华人民共和国河北省石家庄市正定县下辖的一个镇，原名南牛乡，2023年2月17日撤乡设镇。南牛镇的行政区划代码为：130123106。

## 行政区划
南牛镇下辖以下地区：
南牛村、东洋村、树路村、候家庄村、南永固村、北永固村、东贾村、东杨庄村、西杨庄村、河里村、曹村、木庄村、牛家庄村、东邢家庄村、塔屯村和拐角铺村。